# Latibulus argiolus
Latibulus argiolus är en stekelart som först beskrevs av Pietro Rossi 1790.
Latibulus argiolus ingår i släktet Latibulus och familjen brokparasitsteklar. Inga underarter finns listade i Catalogue of Life.